# Merilia
Merilia is een geslacht van kevers uit de familie bladkevers (Chrysomelidae).
De wetenschappelijke naam van het geslacht werd in 1848 gepubliceerd door Jean Théodore Lacordaire.

## Soorten
- Merilia bipartita Tan & Wang, 1981
- Merilia convexicollis Medvedev, 1993
- Merilia curvipes Medvedev, 1993
- Merilia flavipes Medvedev, 1993